# Machecoul
Machecoul este o fostă comună franceză, situată în departamentul Loire-Atlantique, în regiunea Pays de la Loire. La 1 ianuarie 2016 a devenit comună delegată în cadrul noii comune Machecoul-Saint-Même.
Comuna face parte din Bretania istorică, în ținutul tradițional Pays de Retz și în regiunea istorică Pays Nantais. Parohia Machecoul a făcut parte din Marches Communes de Bretagne-Poitou, situată între ținutul Pays de Retz și Vendée Bas-Poitou.
Machecoul este un loc încărcat de istorie: a fost domeniul principal al diferitelor familii de seniori din Retz, care s-au succedat începând cu secolul al XI-lea. A fost, printre altele, unul dintre cele mai importante domenii ale lui Gilles de Rais, camarad de arme al Ioanei d’Arc și mareșal al Franței, cunoscut mai ales pentru crimele și excesele sale. De asemenea, a fost reședința ducatului de Retz al familiei de Gondi, de origine italiană, stabilită în Franța în timpul regenței Caterinei de Medici, în secolul al XVI-lea. Totodată, a fost unul dintre principalele locuri de desfășurare a războaielor din Vendée în timpul Revoluției Franceze.

## Geografie

### Localizare
Machecoul este situat în sud-vestul departamentului Loire-Atlantique, la sud de Loara, la confluența dintre ținutul Pays de Retz, Pays Nantais și Marais breton. Comuna se află la 40 km sud-vest de Nantes și la 15 km nord de Challans (Vendée). De asemenea, este aproape de lacul Grand-Lieu (la 15 km), de stațiunile de pe Côte de Jade (în special Pornic, la 25 km) și de plajele de pe coasta Vendée (Saint-Jean-de-Monts, la 35 km, și Saint-Gilles-Croix-de-Vie, la 40 km).

### Comune limitrofe
| Fresnay-en-Retz (Villeneuve-en-Retz)   | Saint-Même-le-Tenu (Machecoul-Saint-Même) | Saint-Mars-de-Coutais Saint-Lumine-de-Coutais |
| Bourgneuf-en-Retz (Villeneuve-en-Retz) |                                           | Saint-Philbert-de-Grand-Lieu                  |
| Bois-de-Céné (Vendée)                  | Paulx                                     | La Marne                                      |

### Geografie fizică
Teritoriul comunei Machecoul, se întinde pe o suprafață de 6.662 hectare și se desfășoară de la est la vest pe o distanță de 17 km, ceea ce o situează pe locul al unsprezecelea ca întindere în departamentul Loire-Atlantique.
Comuna este traversată de două râuri: Falleron și Tenu, precum și de mai multe canale („étiers”): Bino, Taillée, Gravelle, Prés du Bois, Grand Fossé și Chiron, care comunică cu mlaștinile din partea de jos a golfului Bourgneuf. Machecoul dispune, de asemenea, de un iaz: Grand Étang.
Partea de nord-est a teritoriului este acoperită de pădurea Machecoul.

### Clima
Machecoul are un climat de tip Cfb (oceanic), cu un record de căldură de 39,5 °C înregistrat pe 9 august 2003 și un record de frig de −13 °C pe 9 februarie 1986. Temperatura medie anuală (1971-2000) este de 12,8 °C. Verile sunt deja calde (o medie de 20,1 °C în luna august, similar cu vara din orașul Bordeaux) și relativ uscate (37 mm de precipitații în august, comparativ cu 54 mm la Bordeaux). Augustul este luna sezonului uscat, iar iernile sunt blânde și umede: 6,2 °C în ianuarie (valori comparabile cu cele din Nîmes, Avignon sau Salon-de-Provence) și 92 mm de precipitații în noiembrie și decembrie, ceea ce indică faptul că climatul din Machecoul se apropie de cel mediteranean. Durata de însorire este generoasă, aproape de 2.000 de ore pe an. Se poate caracteriza climatul din Machecoul ca fiind unul oceanic cald, cu influențe mediteraneene.

## Toponimie
Numele Machecoul își are originea în vechiul francez Machicol, care în franceza modernă se traduce prin mâchicoulis. Mâchicoulis sunt elemente arhitecturale de apărare ale unei fortărețe. Comuna a fost inițial o așezare militară din ținutul Pays de Retz, iar numele orașului ar face astfel referire la mâchicoulis-urile fostului castel de lemn al primilor seniori din Pays de Retz.
Denumirea Machecollum apare pentru prima dată în secolul al XI-lea, în anul 1083, și evoluează în Machicol în jurul anului 1100. Într-un document din acea perioadă, abatele mănăstirii La Chaume, Glémarhocus, semnează o cartă referitoare la o donație, identificându-se ca Glemarhocus abbas Sanctae Mariae de Machicol („Glémarhocus, abatele Sfintei Maria din Machecoul”).

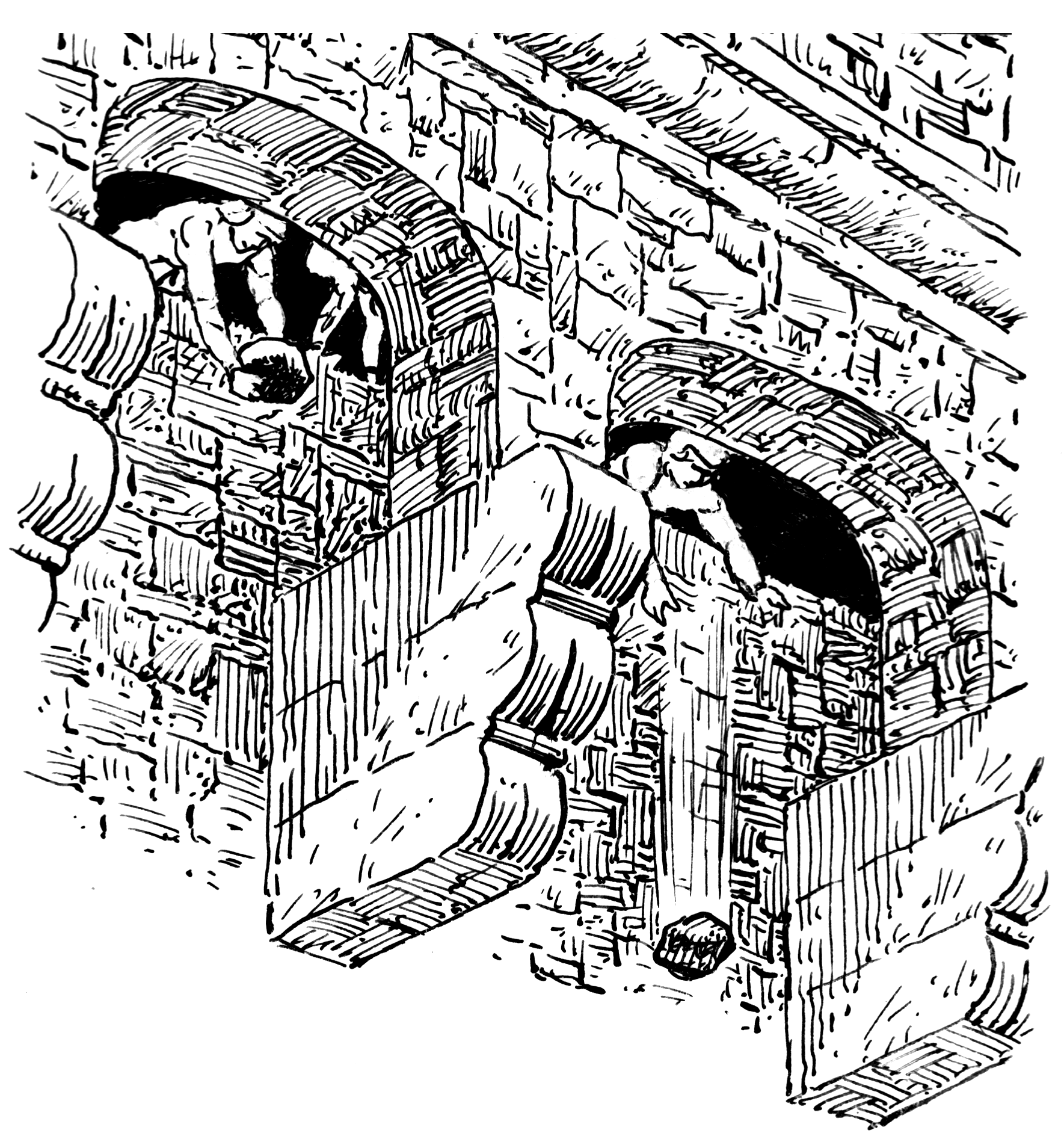
Des Mâchicoulis și utilizarea lor.

Cuvântul mâchicoulis (pe atunci se spunea ceva de genul machecollis, machicollis) era deja folosit înainte de secolul al XI-lea pentru a desemna galeriile în consolă aflate în partea superioară a construcțiilor fortificate și a castelelor, în vârful zidurilor și turnurilor. Podeaua acestor galerii era prevăzută cu deschideri prin care se supraveghea edificiul și se apăra în caz de atac. Prin aceste deschideri se aruncau asupra asediatorilor pietre, proiectile incendiare etc.
Cuvântul mâchicoulis provine din franceza veche, din macher și col, unde macher înseamnă „a zdrobi” (derivat din latinescul masticare: „a mesteca”, „a sfărâma”) și col înseamnă „gât” (derivat din latinescul collum: „gât”). De fapt, prin aceste galerii se „zdrobeau gâturile” atacatorilor, aruncându-le pietre și proiectile din mâchicoulis.
Motivul pentru care orașul a fost denumit „mâchicoulis” poate părea neclar și oarecum ciudat: de ce să numești un oraș folosind un cuvânt care desemnează un element arhitectural defensiv al unui castel?
Ne putem imagina un castru (motta), format dintr-un deal vizibil de la distanță, pe care se află, în vârf, turnul seniorial fortificat din lemn al Sainte-Croix. Acesta, probabil, era destul de înalt pentru epoca respectivă și era surmontat de platforme exterioare pe grinzi: mâchicoulis din lemn, suficient de vizibile și, poate, chiar destul de originale sau aparte pentru a deveni un simbol al orașului. Acest ansamblu cu siguranță nu putea trece neobservat în împrejurimile orașului, mai ales când veneai dinspre Saint-Même-le-Tenu, Sainte-Pazanne sau Fresnay-en-Retz, ale căror drumuri duceau direct spre motte.
Astfel, „motta de la Machecoul” ar fi putut sugera, cel puțin la început, „motta cu castel cu mâchicoulis”, „motta cu mâchicoulis” sau „oppidumul machecollis”. Latina și franceza veche ale epocii permiteau acest tip de schimbare semantică prin amalgamare, mult mai mult decât astăzi, ajungându-se, în cele din urmă, să se supranumească „orașul cu mâchicoulis” simplu prin „Mâchicoulis”.
Mai ales că nașterea acestui nume a fost un proces îndelungat: castelul de lemn a fost construit în anul 840, iar toponimul Machecollum apare abia în jurul anului 1000. Cum castelul de lemn și motta însăși nu mai există de aproape 1000 de ani, referința, din numele Machecoul, la mâchicoulis din primul castel de lemn al orașului, și-a pierdut semnificația inițială de mult timp.
De altfel, istoricul local Émile Boutin menționează că numeroase localități din acea perioadă își luau numele tot din elemente de apărare militară: castele, motte, stânci, turnuri, bretèche etc. Orașele numite „Castel-„ ceva erau frecvente, la fel ca localitățile denumite Motte, Roche, Tour, Brétesche și altele.
Încă din secolul al XI-lea, seniorul Gestin al II-lea de Retz vorbește despre castrum-ul său de Machicol („castelul din Machecoul”). Numele orașului a fost consemnat în diverse forme (uneori latinize) de-a lungul timpului: Machecollum în 1083, Machicol în 1100, Machicollum, apoi Machico în 1160, Machecou în 1206, Maicheco în 1292, Machecolys în secolul al XV-lea (în formula ecclesia Sanctae Crucis de Machecolys – „biserica Sainte-Croix din Machecoul”), înainte de a căpăta formele Machecol, Machecou, iar în final Machecoul.
Orașul, fiind situat într-o zonă lingvistică de tranziție între poitevin și gallo, poartă numele Machecou în ambele limbi, conform scrierii ELG, sau Machcou conform scrierii MOGA. În gallo, numele comunei se pronunță [maʃku]. În secolul al XX-lea, o formă latină, Machicolium (de asemenea Machicollum), a fost oficializată, deși nu are o bază istorică. O formă bretonă a fost, de asemenea, adoptată: Machikoul (similar și în galeză).

## Istorie

### Preistorie
Un sat preistoric, datat din perioada Neoliticului recent/final (între 3000 și 2200 î.Hr.), aparținând culturii Kerugou, a fost descoperit în 1979 de către doctorul Michel Tessier, în zona actuală numită Les Prises. Acest sat era înconjurat de mai multe rânduri de șanțuri întrerupte și era străbătut de un șanț principal care servea drept canal pentru evacuarea deșeurilor.
Regiunea a fost invadată de celți, ceea ce explică popularea sa galică. Descendenții lor din perioada antichității sunt, probabil, Ambilatrii, un popor aliat și vecin al Namneților. Ținutul Retz făcea, cel mai probabil, parte din teritoriul Ambilatrilor.
Se pare că fenicienii, venind cu corăbii, au trecut prin această regiune pentru a face comerț, în special pe insula Noirmoutier, în secolul al IV-lea î.Hr.

### Antichitate
Întreaga Galie a fost cucerită de romani în secolul I î.Hr. Aceasta a fost apoi împărțită în trei mari provincii: Gallia Belgica, Aquitania (care nu era majoritar celtică) și Gallia Celtica, din care făcea parte și regiunea Machecoul. Locuitorii regiunii au devenit galo-romani, iar limba pe care o vorbeau până atunci, celtica continentală galică, a fost treptat înlocuită de latină, cel târziu până în secolul al IV-lea d.Hr.
În epoca galo-romană, mica localitate machecoulă (al cărei nume este necunoscut, deși s-a descoperit denumirea Portus Seco, referindu-se la vechiul golf al Machecoul) era un nod rutier important. O cale pornea spre nord-vest, urmând malurile noroioase ale golfului Bourgneuf; aceasta trecea pe lângă actualul Hôtel de La Croix Verte și mergea până la Arthon-en-Retz. O altă cale pornea spre sud, în direcția Varnes, care, la acea vreme, era un oraș roman important.
Orașul era situat pe malul mării, deoarece Marais breton (mlaștina bretonă) nu exista încă. În fața orașului, în larg, două insule mari blocau ieșirea golfului: insula Aurea (viitoarea insulă Bouin) și, în spatele acesteia, insula Her (viitoarea insulă Noirmoutier).
Au fost descoperite urme ale unor vile romane în câmpia des Chaumes, precum și numeroase artefacte din acea perioadă, inclusiv țigle, monede și fragmente de amfore.

### Perioada merovingiană
După celți, romani și bretoni, popoarele germanice invadează Galia. Regiunea Machecoul este cucerită de vizigoți în secolul al V-lea d.Hr., înainte de a fi recuperată de franci în secolul al VI-lea (bătălia de la Vouillé din 507), datorită primului rege al francilor, Clovis I (466-511), ceea ce marchează sfârșitul perioadei antice.
La împărțirea Franței în 511 între fiii lui Clovis, regiunea Machecoul este atribuită regatului Neustriei, guvernat de regele Chlodomer (495-524), apoi, în 524, de Chlothar I Bătrânul (497-561), ambii fii ai lui Clovis. Franța este ulterior reunificată în 613 sub Clotair al II-lea cel Tânăr (584-629), care recuperează regatele Neustriei, Burgundiei și Austrasiei.
În 635, Franța este din nou divizată, iar regiunea Machecoul revine regatului Neustriei, guvernat de Dagobert I, apoi de fiul său Clovis al II-lea (635-657) în 639. Clovis al II-lea reunifică Franța în 656.
Regiunea Machecoul a păstrat puține urme din această perioadă merovingiană, în care regii menționați anterior își disputau controlul asupra Franței, redesenând în mod constant teritoriile și confruntându-se între ei. Din acea perioadă a rămas marele cimitir merovingian, care se întindea în câmpia des Chaumes, și trei sarcofage datând din secolele al V-lea și al VII-lea, care pot fi văzute în actuala abație Notre-Dame de la Chaume.
Se presupune că, în acea vreme, orașul, care era un port, era o așezare merovingiană construită din lemn și parțial lacustră, ridicată pe piloni. Locuitorii erau galo-franci.

### Perioada carolingiană
Merovingienilor le-au succedat Carolingienii. În anul 814, la moartea lui Carol cel Mare, regiunea Machecoul făcea parte dintr-o mare regiune numită Aquitania, aflată în cadrul Imperiului de Apus cucerit de împărat. Regiunea va trece oficial de la Poitou la Bretania în anul 851, în urma tratatului de la Angers, semnat între regatul Bretaniei și regatul Franciei Occidentale.
Sfântul Filibert (circa 616 – circa 684), descendent al unei familii nobile din Aquitania și fondator al parohiei de pe insula Noirmoutier (insula Her), a evanghelizat regiunea Machecoul la sosirea sa în anul 677. Discipolii săi au fondat mai multe priorate parohiale, inclusiv pe cel din oraș. În această perioadă a fost întemeiată parohia Sancta Crux (Sfânta Cruce). Astfel, orașul a purtat primul său nume: Sainte-Croix (Sfânta Cruce).
În această perioadă au fost construite capela Saint-Jean (sfârșitul secolului al VII-lea) și o capelă dedicată Fecioarei Maria pe domeniul des Chaumes.

### Evul Mediu
În această perioadă sosesc curând normanzii: vikingii veniți din Scandinavia. Cum Sainte-Croix se afla încă pe malul mării, flotele lor invadează portul, iar normanzii jefuiesc, distrug și ucid tot ce le iese în cale.
Aceasta este, de asemenea, perioada în care rivalitățile pentru putere îi opun pe diverși seniori. Regiunea este ocupată pe rând de normanzi, de franci, de soldații contelui de Nantes și de cei ai contelui de Aquitania. Apoi apar trupele războinice ale bretonilor conduși de regele Bretaniei, Nominoë: regiunea trece astfel sub dominație bretonă.
Cu toate acestea, locuitorii nu se pleacă în fața noilor ocupanți: fiind profund romanizați, se supun cu greu celor care vorbesc o limbă pe care nu o înțeleg. Și, deși devine dependentă de Bretania în expansiune, regiunea rămâne de fapt timp de secole o zonă de tranziție între Franța și Bretania, o zonă tampon care va suferi nenumărate jafuri și distrugeri din partea ambelor părți: așa-numitele mărci comune Bretania-Poitou.
Din acest motiv, regiunea va beneficia de importante scutiri fiscale până la Revoluție.
Un anume Gunterius (probabil legendar) reconstruiește orașul Sainte-Croix, care fusese complet distrus de trecerea normanzilor. Orașul este fortificat și apărat de un castel din lemn, construit în 840 pe movila principală din Sainte-Croix de către Bego, conte de Poitou. Castelul constă într-un turn mare din lemn ridicat pe o movilă de pământ artificială. Turnul este înconjurat de un șanț apărat de palisade robuste și de mai multe incinte fortificate cu ziduri de pământ, pe care se aflau de asemenea palisade și garduri vii. Întreg ansamblul este înconjurat, în final, de un șanț larg.
Motta feudală din Sainte-Croix are astfel primul său castel, situat aproape de țărmul mării. În acest castel de lemn vor fi primite, în jurul anului 1000, relicvele Sfântului Honoré (din Poitou?), care va deveni sfântul patron și protector al orașului.
Și, fără îndoială, acest castel din lemn, aflat pe motta din Sainte-Croix, este dotat cu… mâchicoulis.
Motta „orașului fortificat Sainte-Croix” (oppidum Sancte Crucis) se află astăzi între zona Rond-Point des Carrières, de unde pornesc drumurile spre Saint-Même-le-Tenu, Fresnay-en-Retz și Sainte-Pazanne, și cartierul Richebourg.
În jurul anului 950, vicariatul de Retz trece de la comitatul Poitou la comitatul Nantes și la ducatul Bretaniei.
Seniorii din Sainte-Croix își extind deja influența asupra unei mari părți din ținutul Retz. Aceștia poartă un blazon „de aur cu o cruce neagră” (d'or à la croix de sable), probabil în amintirea unei relicve prețioase păstrate în biserica lor, din care mai pot fi văzute și astăzi câteva fragmente de ziduri. Seniorii susțin implantarea religioasă prin fondarea mai multor priorate: Saint-Martin, Saint-Blaise, Saint-Michel, Saint-Jean, Saint-Nicolas etc.
Orașul reprezenta domeniul seniorului Gestin I de Retz, primul senior al Sainte-Croix (circa 985-????). Fiul său, Harscoët I de Retz, senior al Sainte-Croix (circa 1010-circa 1070), îi succede. Harscoët (sau Harscouët, Harscoïde; Arscoitus, Arscutus în latină) este căsătorit cu o anumită Ulgarde (circa 1015-????), cu care are un fiu: Gestin II de Retz, senior de Machecoul (circa 1040-după 1083), care îi va succede.
Originea primilor seniori ai Sainte-Croix este necunoscută. Se spune, în mod tradițional, că ar fi venit din Bretania, fapt susținut de prenumele Harscoët, de rezonanță bretonă. Totuși, în aceeași familie apar și prenume germanice: soția lui Harscoët I de Retz se numea Ulgarde, iar fiii lor se numeau Gestin, Urwoit, Hilaire și Aldroin. De asemenea, Harscoët ar putea fi o deformare a numelui Harscoïde, ceea ce sugerează că primii seniori de Sainte-Croix, apoi de Retz, erau, de fapt, franci și, probabil, de origine nobilă carolingiană.
În anul 1055, Harscoët I de Retz construiește biserica Saint-Jean-Baptiste, care va deveni ulterior biserica Sainte-Croix. Tot el permite abației Saint-Sauveur din Redon (Bretania) să înființeze la Sainte-Croix un priorat pentru a înlocui vechiul sanctuar dedicat Fecioarei Maria, fondat de discipolii Sfântului Filibert spre sfârșitul secolului al VII-lea.
Harscoët oferă benedictinilor de la Saint-Sauveur două capele restaurate, cimitirul, terenuri, o vie, o pajiște și o moară. Prioratul este transformat curând în abație în anul 1100, devenind abația Notre-Dame de la Chaume.
În jurul anului 1095, pe un teren rezervat comercianților, se construiește o mare hală din lemn, acoperită cu țigle, care va fi numită Cohue. Aceasta se află pe locul actualelor Hale.
O legendă spune că, în jurul anului 1095, Robert d'Arbrissel ar fi predicat prima cruciadă în fața lui Harscoët (deși acesta murise în jurul anului 1070!). În secolul al XII-lea, Templierii se vor stabili în satul L'Hôpitau.

### Seniorii de Retz și de Machecoul
În 1070, Gestin II de Retz (1040-după 1083) îi succede tatălui său, Harscoët. Apoi, succesiunea continuă de la tată la fiu: Garsire I de Retz (1070-1141) îi urmează în 1083, urmat de Harscoët II de Retz. Fratele acestuia din urmă, Garsire II de Retz (1105-1160), îi succede în 1141 ca senior de Retz, în timp ce celălalt frate, Raoul (1106-1162), moștenește senioria de Machecoul în 1160 și adoptă numele domeniului, devenind Raoul I de Machecoul.
După Raoul I, senioria de Machecoul îi revine fiului său, Bernard de Machecoul (1140-1212), în 1162. Apoi, fiul lui Bernard, Raoul II de Machecoul (1183-1214), îi succede în 1212, însă acesta nu are moștenitori direcți. În 1214, senioria trece la sora lui Raoul II, Béatrice de Machecoul (1185-1235).
Seniorii de Talmont donează Cohue orașului (de fapt abației Fontenelles din Saint-André-d'Ornay, pe care au fondat-o în 1210; însă această abație va ceda Cohue către Machecoul ulterior).
Béatrice de Machecoul s-a căsătorit, în a doua căsătorie, cu vicontelui Aimery VIII de Thouars (1187-1246). Fiica lor, Jeanne de Thouars (1217-1258), moștenește senioria Machecoul în 1235, la moartea mamei sale. Jeanne administrează orașul împreună cu soțul ei, Hardouin V de Maillé (1223-1243).
Însă Jeanne de Thouars este privată de senioria Machecoul, care trece la o mare mătușă prin alianță: Marguerite de Vihiers (1189-????), doamnă de Montaigu și de Commequiers, văduva vicontelui Hugues I de Thouars. Marguerite de Vihiers și noul ei soț, contele capetian Pierre de Dreux, cunoscut ca Pierre „Mauclerc” „de Braine”, fost duce al Bretaniei și strănepot al regelui Franței Ludovic VI „Cel Gros” (1081-1137), devin astfel noii seniori ai Machecoul.
La moartea lui Pierre de Dreux în 1250, unul dintre fiii săi, Olivier (1231-1279), pe care acesta l-a avut cu o anumită Nicole, moștenește senioria Machecoul. Olivier adoptă atunci numele orașului și devine Olivier I de Machecoul. Descendenții săi vor purta, de asemenea, numele „de Machecoul”, dar nu vor domni peste oraș, deoarece, în 1258, Olivier este obligat să renunțe la seniorie, fiind forțat să o restituie Jeannei de Thouars, care fusese anterior deposedată de aceasta, și celui de-al doilea soț al ei, Maurice II de Belleville (1215-1297).
Totuși, Jeanne de Thouars moare în același an, fără a lăsa moștenitori. Machecoul este atunci revendicată de Eustachie de Retz (1228-1265), cunoscută sub numele de „Aliette”, o verișoară îndepărtată și stră-strănepoată a lui Garsire II de Retz (în urma căruia succesiunea a continuat de la tată la fiu: Harscoët III de Retz (1135-1207) în 1137, Garsire III de Retz (1165-1225), Raoul III de Retz (1200-1252) și fiica acestuia, Eustachie de Retz).
Eustachie reușește să obțină ca Machecoul, cel mai important oraș din senioria sa de Retz, care fusese separat de aceasta timp de un secol, să fie din nou reintegrat complet în ținutul Retz. De atunci, seniorii de Retz redevin seniori ai Machecoul.

Blazonul casei de Machecoul: „D'argent, à trois chevrons de gueules” (Pe fond argintiu, trei chevroane roșii).

Descendența lui Olivier de Machecoul (al cărui sigiliu, „d'argent à trois chevrons de gueules”, datând din 1270, a fost ales să devină blazonul orașului în 1943) continuă în senioriile vecine, precum La Bénate, Saint-Philbert-de-Grand-Lieu, Vieillevigne și altele. Patronimul „de Machecoul” dispare la începutul secolului al XV-lea, însă o ramură colaterală prin femei se menține până în secolul al XVII-lea, sub numele „de La Lande-Machecoul”.
Eustachie de Retz moare în 1265, punând capăt descendenței directe a lui Harscoët de Retz odată cu ultima sa moștenitoare directă. Soțul său, Gérard I Chabot (1197-1264), originar din Poitou (fiul lui Thibaut IV Chabot, senior de Rocheservière, și al lui Olive de Oulmes), preia senioriile Retz și Machecoul, întemeind astfel o nouă dinastie seniorială, care va domni până în 1406.
În jurul secolului al XI-lea, centrul orașului este mutat în apropierea râului Falleron, unde se construiește un al doilea castel în Machecoul.
Sainte-Croix se extinde treptat pentru a acoperi un teritoriu din ce în ce mai vast, incluzând locuri precum La Clartière, Saint-Lazare, Les Boucardières, Les Régents, La Cour du Bois, Les Chaumes, Le Port la Roche, râul Falleron, precum și mlaștinile care încep să se întindă spre mare.
În aceeași perioadă în care se construiește al doilea castel (secolul al XI-lea), orașul Sainte-Croix asistă la fondarea unei a doua parohii: La Trinité. Orașul, reunind cele două parohii, primește un nou nume: Machecollum.

### Prosperitatea Machecoul și familia Chabot
Machecoul înflorește de-a lungul secolelor al XIII-lea și al XIV-lea. În cadrul familiei Chabot, seniorii de Retz, deveniți baroni de Retz, își transmit titlul din tată în fiu:
- Gérard I Chabot (1197-1264) este succedat de Gérard II Chabot (1245-1298) în 1264,
- Gérard III Chabot „le Benoist” (1280-1338) îi urmează în 1298,
- Gérard IV Chabot (1300-1344) devine baron în 1338,
- Gérard V Chabot (1320-1399) preia titlul în 1344,
- iar fiica acestuia, Jeanne Chabot „la Sage” (1331-1406), devine ultima baroană de Retz a familiei în 1399. Jeanne Chabot, cunoscută pentru înțelepciunea sa, se căsătorește de trei ori, dar nu va avea copii.

Moșia Machecoul se întindea pe opt parohii: La Trinité și Sainte-Croix din Machecoul, Saint-Même (astăzi Saint-Même-le-Tenu), Saint-Cyr (astăzi Saint-Cyr-en-Retz, un sat din Bourgneuf-en-Retz), Saint-Mars (astăzi Saint-Mars-de-Coutais), Saint-Hilaire (astăzi Saint-Hilaire-de-Chaléons), precum și parohiile La Marne și Sainte-Pazanne.
La Machecoul, parohiile La Trinité și Sainte-Croix vor coexista timp de aproape 800 de ani, până la Revoluție. În 1791, parohia Sainte-Croix, împreună cu întregul său teritoriu, va fi anexată la Machecoul.
Pe lângă prioratele deja existente, sunt fondate așezăminte mai importante:
- Quinquenavent, dedicat Sfintei Maria Magdalena, dependent de abația Nieul-sur-l'Autise (din Vendée). Astăzi, din acest așezământ au rămas capela și câteva dependințe.
- Saint-Blaise, dependent de abația Tournus (din Burgundia), amplasat între cele două parohii (La Trinité și Sainte-Croix). Din acest așezământ mai există capela[12].

În secolul al XIII-lea, seniorii Chabot înlocuiesc al doilea castel cu unul nou, construit din piatră, tot pe malul râului Falleron. Acest nou castel devine un veritabil castel feudal din epoca gotică ogivală și reprezintă castelul existent în prezent.
În octombrie 1349, faimosul hoț Gauthier Jeanneau este spânzurat la Machecoul.

### Orele întunecate ale Machecoul: Gilles de Retz
Neavând moștenitori din căsătoria cu ultimul său soț, Jean de Parthenay (????-1427), Jeanne Chabot „la Sage” lasă baronia Retz unui văr primar, Guy II de Montmorency-Laval (????-1415). Acesta devine astfel baron de Retz și, printre altele, senior al Machecoul.
Noul baron de Retz și senior de Machecoul se căsătorește în 1404 cu Marie de Craon (1387-????), doamna de Champtocé-sur-Loire și de Ingrandes, a cărei familie revendica baronia Retz (Marie de Craon era o descendentă a lui Olivier de Machecoul și Gérard II Chabot). Această căsătorie pune astfel capăt unei dispute de succesiune. La cererea Jeannei Chabot „la Sage”, Guy al II-lea de Montmorency-Laval își schimbă numele și devine Guy al II-lea de Laval-Rais.
Guy II de Laval-Rais și Marie de Craon au doi fii: Gilles și René. După moartea ambilor părinți, cei doi băieți sunt crescuți de bunicul lor matern, Jean de Craon (????-1432).
La moartea tatălui său, Guy de Laval-Rais, în 1415, tânărul Gilles de Retz (circa 1405-1440) moștenește un vast patrimoniu, reunind atât domeniile tatălui său, cât și pe cele ale mamei sale. În 1422, se căsătorește cu Catherine de Thouars (1405-1462), doamna de Tiffauges și de Pouzauges, o verișoară primară. Din această căsătorie, Gilles are o singură fiică, Marie (născută în jurul anului 1433 sau 1434, decedată în 1457).
Prin această alianță, Catherine îi aduce drept zestre domenii în Poitou, iar Gilles devine unul dintre cei mai bogați seniori ai regatului Franței. El este baron de Retz, senior de Tiffauges, Pouzauges, Champtocé-sur-Loire, conte de Brienne și senior al Machecoul, Ingrandes, La Bénate, Le Coutumier, Bourgneuf-en-Retz, Bouin și al altor domenii.
Gilles de Retz se remarcă în timpul Războiului de 100 de Ani. Ca tovarăș de arme al Ioanei d'Arc, este numit mareșal al Franței de regele Carol al VII-lea. Întors pe domeniile sale, Gilles de Retz profită de vasta sa avere, duce un stil de viață extravagant și cade în crimă. În secret, violează, torturează, asasinează și arde copii.
De asemenea, se implică în alchimie și se afundă în magia neagră, fiind manipulat de complici care invocau diavolul. În urma unui proces desfășurat la Nantes, este condamnat să fie spânzurat și ars pe rug.
Gilles de Retz lasă în urma sa o singură fiică, Marie de Retz. Aceasta administrează Machecoul și ținutul Retz alături de cei doi soți ai săi, succesiv: Prigent al VII-lea de Coëtivy (1399-1450) și André de Montfort-Laval, cunoscut sub numele de „André de Lohéac” (1408-1486). Marie de Retz nu va avea copii din aceste căsătorii.
Unchiul său, René de Retz (circa 1414-1473), senior de La Suze-sur-Sarthe și fratele mai mic al lui Gilles de Retz, moștenește baronia Retz după moartea Mariei. Lui îi succede fiica sa unică, Jeanne de Retz.

### Machecoul, disputat între Bretania și Franța
În 1473, când regele Franței, Ludovic al XI-lea, capturează Machecoul, găsește orașul complet pustiu la apropierea sa. Regele, care tocmai incendiase orașul vecin Bouin, spera să facă o intrare triumfală în Machecoul. Totuși, spre surprinderea sa, traversează un oraș gol, deoarece nimeni nu vine să-l întâmpine! Locuitorii din Machecoul rămăseseră ascunși în casele lor, temători și loiali ducelui de Bretania.
Fiica unică a lui René de Retz, Jeanne de Retz, administrează baronia alături de soțul ei, François de Chauvigny (circa 1430-1491), viconte de Brosse, care devine noul baron de Retz. În 1490, li se alătură la conducere fiul lor, André III de Chauvigny (1430-1503). Acesta deține titlurile de prinț de Déols, baron de Retz, conte de Châteauroux, viconte de Brosse și senior de Challouyau, Chemillé, Falleron și Froidfond.
Între timp, regele Franței Ludovic al XI-lea și ducele Bretaniei Francisc al II-lea sunt succedați de copiii lor: respectiv Carol al VIII-lea (1470-1498) și ducesa Ana de Bretania (1477-1514). Bretania își pierde statutul de ducat independent în 1532, după semnarea Actului de Uniune la Vannes. Astfel, Machecoul și baronia Retz devin pe deplin parte a Franței.

### Machecoul, capitala ducatului de Retz al familiei Gondi
În 1503, André de Chauvigny (1430-1503), baron de Retz, moare fără copii și, mai ales, fără un moștenitor direct. Apar mai mulți pretendenți la succesiune, primul fiind Tanneguy Sauvage (1430-1503), un văr îndepărtat.
Tanneguy Sauvage era descendent al Jeannei Chabot „la Folle” (1300-1341), fiica lui Gérard III Chabot „le Benoist”, menționat anterior. Jeanne Chabot, căsătorită cu Foulques I de Montmorency-Laval (????-1358), a avut o fiică, Jeanne de Montmorency-Laval (1325-????), care s-a căsătorit cu „Guillaume” Éon Sauvage, senior de Plessis-Guerrif, de la care descinde Tanneguy Sauvage.
Un alt pretendent la moștenire apare: Georges de Tournemine (????-1524), baron de La Hunaudaye și de Hommet, un alt văr îndepărtat al lui André de Chauvigny.
Georges de Tournemine este, de asemenea, un descendent al Jeannei Chabot „la Folle” (1300-1341), căsătorită cu Foulques I de Montmorency-Laval (????-1358). Din căsătoria lor a rezultat Philippa de Montmorency-Laval (????-1403), care s-a căsătorit cu André de Saffré (????-1407). Fiica acestora, Jeanne de Saffré (????-1459), doamna de Frossay, s-a căsătorit cu Jean de Tournemine (????-1427), baron de La Hunaudaye, de la care descinde Gilles de Tournemine (????-1475), senior de Frossay, tatăl lui Georges de Tournemine (????-1524).
În 1524, fiica lui Georges de Tournemine, Françoise de Tournemine, doamna de La Hunaudaye, devine baroană pretendentă de Retz. Soțul său, Claude d'Annebault (1500-1552), senior de Annebault și de Saint-Pierre, mareșal al Franței și amiral al Franței, preia ulterior titlul.
Fiul lor, Jean III d'Annebault (????-1562), baron de Annebault și de La Hunaudaye, devine efectiv baron de Retz în 1552. Cu toate acestea, nici el nu lasă urmași.
Soția lui Jean III d'Annebault, Claude Catherine de Clermont (1543-1603), doamnă de Dampierre, baroană de Retz, se recăsătorește cu Albert de Gondi (Albèrto Gondi) (1522-1602). Albert, senior de Le Perron, conte și apoi marchiz de Belle-Île și al Insulelor Hyères, general al galerelor Franței și mareșal al Franței, era un apropiat al reginei Franței, Caterina de Medici, și al fiilor acesteia, regii Carol al IX-lea și Henric al III-lea.
În 1581, drept răsplată pentru serviciile sale, regele Henric al III-lea ridică baronia Retz la rangul de ducat, cu Machecoul drept capitală (după ce capitalele anterioare fuseseră Rezé și apoi Pornic).
Este, de altfel, în această perioadă când ortografia numelui orașului, care se stabilizase anterior sub formele Machecol și Machecou, își recapătă definitiv „l”-ul final mut, devenind Machecoul, forma utilizată până astăzi.
Noul duce de Retz s-a născut la Florența, Italia, fiind fiul lui Antònio II Guidobaldo Gondi și al Mariei-Catherine de Pierrevive.
Tânărul Charles de Gondi pleacă să lupte până la Mont Saint-Michel, unde este ucis în 1596.
În 1602, ducele de Retz Albert de Gondi moare, iar nepotul său, Henri de Gondi (1590-1659), fiul lui Charles de Gondi și al Antoinettei de Orléans-Longueville, îi succede. Henri de Gondi are doar două fiice: Marguerite de Gondi (1615-1670) și Catherine de Gondi (????-1677).
Catherine se căsătorește cu vărul primar al tatălui ei, Pierre de Gondi (1602-1676), conte de Joigny. Astfel, în 1634, Pierre de Gondi îi succede socrului său și vărului său, devenind duce de Retz.
Pierre și Catherine de Gondi au avut, la rândul lor, doar două fiice:
- Marie-Catherine Antoinette de Gondi (1637-1716),
- Paule-Marguerite Françoise de Gondi (1655-1716).

La moartea ducelui de Retz, Pierre de Gondi, în 1676, fiica sa cea mică, Paule-Marguerite Françoise de Gondi, devine ducesă de Retz. În 1675, ea se căsătorește cu François Emmanuel de Blanchefort-Créquy (1645-1681), conte de Sault și duce de Lesdiguières.
Cu toate acestea, Paule-Marguerite Françoise nu are urmași. Astfel, odată cu moartea sa, în 1716, se încheie linia familiei de Gondi la ducatul de Retz.

### Machecoul în secolul al XVIII-lea
Ducatului de Retz îi revine Nicolas VI de Neufville (1663-1734), duce de Villeroy, un văr de gradul al doilea al Paule-Marguerite Françoise de Gondi.
Legătura familială se realizează prin bunica maternă a lui Nicolas de Neufville, Marguerite de Gondi (1615-1670), fiica lui Henri de Gondi. Marguerite de Gondi s-a căsătorit în 1645 cu Louis de Cossé de Brissac (1625-1661).
Fiica lor, Marguerite-Marie de Cossé de Brissac (1648-1708), s-a căsătorit în 1662 cu François de Neufville-Villeroy (1644-1730). Aceștia sunt părinții lui Nicolas de Neufville, care devine duce de Retz după moartea Paule-Marguerite Françoise.
En 1734, le fils de Nicolas de Neufville lui succède : Louis-François Anne de Neufville (1695-1766), duc de Villeroy, duc de Beaupréau, qui meurt sans enfant. Son neveu Gabriel de Neufville (1731-1794) lui succède en 1766, mais lui non plus n'aura pas d'enfant.
În 1755, ducele Louis-François de Neufville construiește un tribunal seniorial, numit L'Auditoire.
În 1778, Gabriel de Neufville, care va muri în 1794 pe eșafod la Paris, vinde ducatul de Retz. Acesta este cumpărat de Clément Alexandre de Brie, marchiz de Serrant. Noul duce trimite un reprezentant pentru a lua în posesie domeniile sale, inclusiv Machecoul: Louis de Rotrou de La Grandière, cavaler al Ordinului Sfântului Ioan de Ierusalim.
Între 11 și 20 octombrie 1780, cavalerul de La Grandière străbate domeniile, însoțit de procurorul fiscal al ducatului, François Réal des Perrières, care întocmește procesul-verbal al preluării oficiale.
Reprezentanții sunt primiți solemn la castel, apoi la L'Auditoire, la biserică, la mănăstirea Calvarienilor, la mănăstirea Capucinilor, la Cohue, în parohia Sainte-Croix, în pădurea din Machecoul, la abația Notre-Dame de la Chaume, și continuă să ia în posesie alte domenii, precum Huguetières, Bourgneuf-en-Retz, Prigny, Pornic, Princé, La Bénate și altele.
Noul duce de Retz începe să „demonteze” ducatul, păstrând doar domeniile Machecoul și Pornic. Între 1780 și 1782, el vinde o cantitate considerabilă de feude. În urma acestor înstrăinări, domeniul Retz nu mai este considerat un ducat și este retrogradat la rangul de simplă baronie de tradiție istorică.
Marchizul de Brie-Serrant este astfel intitulat „baron de Retz”, reluând titlul purtat de predecesorii săi din secolele al XIII-lea, al XIV-lea și al XV-lea.
Machecoul, capitala ducatului de Retz, cu titlul de baronie și de ducat-pairie, era sediul unei subdelegații și al unei instanțe senioriale importante, care depindea, omisso medio, direct de Parlament. Orașul avea două parohii și găzduia un colegiu prosper, un spital și trei mănăstiri: una a ordinului Sfântului Benedict, una a Capucinilor și alta a Benedictinelor Calvarului.
De asemenea, orașul se mândrea cu o societate literară dotată cu o bibliotecă.
În noaptea de 2 spre 3 martie 1782, un incendiu izbucnește la „Petit Château”, reședința marchizului de Brie-Serrant, situată în apropierea castelului feudal. Locuitorii din Machecoul reușesc să stingă focul. În semn de recunoștință, marchizul oferă orașului un teren numit La Rabine, cu scopul de a fi transformat într-un loc de promenadă. Printr-un act notarial, se stipulează că acest teren nu trebuie să aibă niciodată o altă destinație.
Cu toate acestea, în zilele noastre, „locul de promenadă” a devenit un complex sportiv, însoțit de o piscină și un camping.
Marchizul de Brie-Serrant va fi ultimul senior de Retz. El va fi deposedat de pământurile sale în timpul Revoluției Franceze, în 1793, când izbucnesc războaiele din Vendée. În aceste conflicte, Machecoul devine unul dintre centrele principale ale evenimentelor.

### Machecoul în timpul războaielor din Vendée

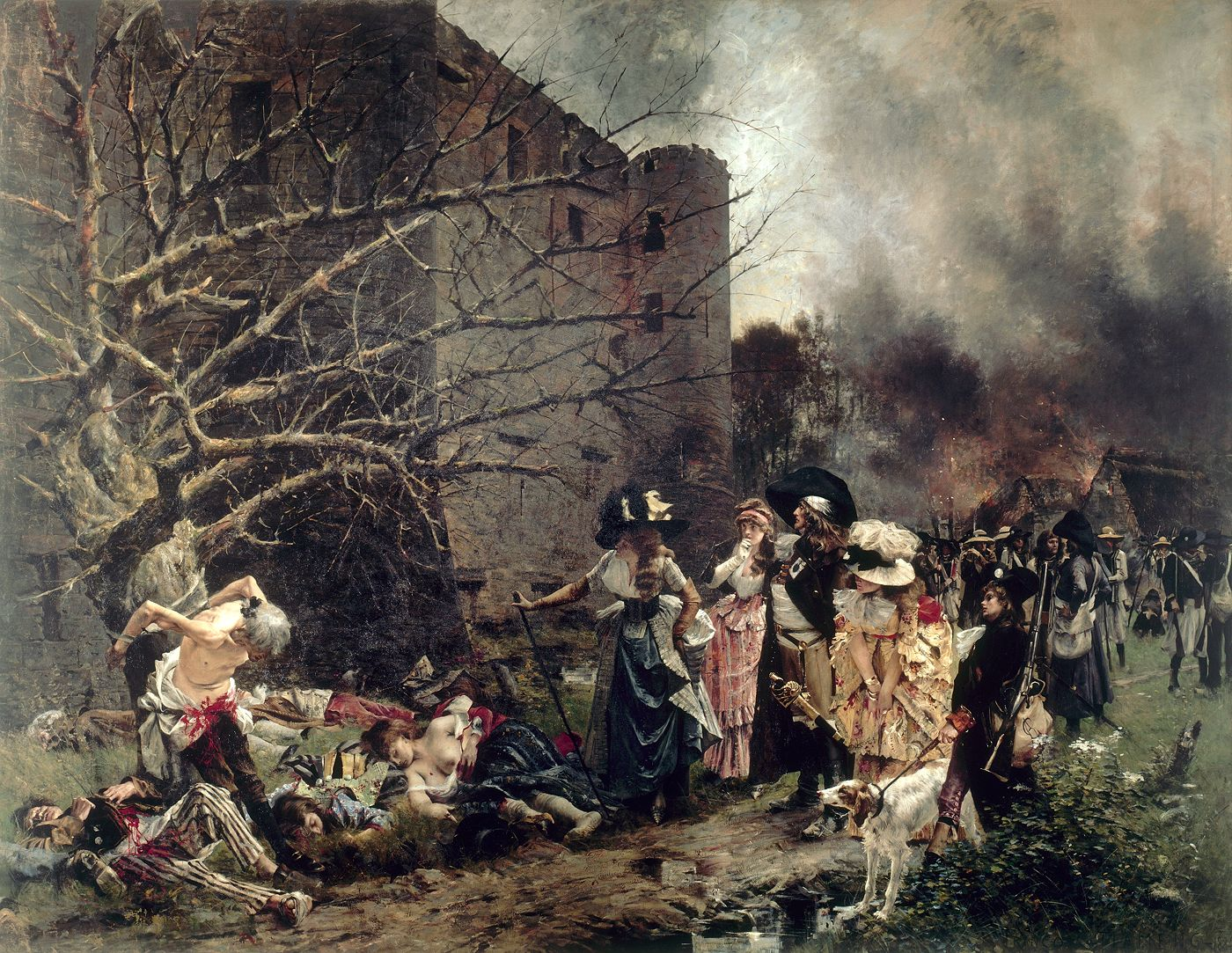
Masacrul de la Machecoul, pictură de François Flameng, 1884.

La începutul Revoluției, Machecoul era un centru comercial semnificativ și un nod de mai multe drumuri: aici se organizau târguri foarte frecvente, precum și o piață săptămânală, unde se comercializau în principal produsele agricole din zonele rurale învecinate. Machecoul avea un rol economic important pentru locuitori: în oraș trăiau aproximativ cincizeci de comercianți, douăzeci de hangii, douăzeci de țesători și peste 350 de plugari și agricultori. Însă agitația și sărăcia erau mari la Machecoul. Cerșetorii se adunau în oraș, care era pe atunci cunoscut ca fiind murdar și nesănătos, predispus la tot felul de boli. În acest climat izbucnește Revoluția.
În 1790, Bretania este împărțită în cinci departamente, iar marchizul de Brie-Serrant este deposedat de Machecoul și de domeniile sale, iar întregul ținut Retz este integrat în noul departament creat: Loire-Inférieure (care va deveni Loire-Atlantique în 1957). Machecoul încetează astfel să mai fie capitala unui ținut Retz, care rămâne doar o amintire istorică și culturală, și devine o comună franceză. Este ales astfel un primar, succesor al marchizului de Brie-Serrant la conducerea orașului: domnul Laheu, fost locotenent general al ducatului de Retz.
Când se încheie războaiele din Vendée, Machecoul, devastat, va avea nevoie de mult timp pentru a-și reveni din ravagiile Revoluției. Pierderile umane au fost foarte mari: de la 3.340 de locuitori în 1790, populația Machecoul scade la 1.889 de locuitori în 1800. În 10 ani, orașul a pierdut 43 % din populația sa. Această scădere ar fi cauzată de lupte și masacre, dar, fără îndoială, și de plecările masive ale unor familii întregi și de epidemiile din 1794-1795.

### Machecoul în secolul al XIX-lea
La 29 august 1804 (2 Fructidor, anul XII), marchizul de Brie-Serrant este expropriat de Auditoriul său. Comuna îi ordonă unui ofițer pensionar, Jean-Baptiste Fayolle, să cumpere Auditoriul, care devine astfel primăria orașului. Două anexe laterale vor fi construite în 1838.
În același an, marchizul de Brie-Serrant este de asemenea expropriat de castelul din Machecoul, care este scos la vânzare. După Revoluție, orașul, devastat de războaiele din Vendée, trebuie să fie restaurat. Ruinele castelului, care mai păstrau încă zidurile exterioare și turnurile, sunt folosite ca sursă de piatră pentru reconstrucția caselor și pentru umplerea drumurilor, iar castelul, simbol al vechiului regim, este desfigurat, devenind rapid o tristă carcasă.
În anii 1850 se pune problema spațiului limitat al vechii biserici romane La Trinité. Pentru a permite primirea enoriașilor, se ia în considerare construirea unei a doua nave. Însă, din cauza costurilor prea mari ale acestei operațiuni, se decide construirea unei biserici noi. În 1861, arhitectul M. Dessouchay propune planul unui vast edificiu în stil neogotic, inspirat din secolul al XIII-lea, dotat cu două clopotnițe. Însă administrația imperială nu este favorabilă acestui proiect: consideră că estimarea costului (132 000 de franci) este subevaluată și preferă construirea unei singure clopotnițe. Primarul Paul François obține autorizația oficială, iar lucrările încep în 1863. Mai întâi sunt construite corul și transeptul, apoi marea navă, finalizată în 1873. În 1875, abatele Lavigne îl succede inițiatorului proiectului, abatele Bouron, după moartea acestuia. Sub conducerea noului paroh, sunt ridicate cele două clopotnițe de 60 de metri înălțime, proiectate de arhitectul M. Fraboulet. În 1881, instalarea noilor orgi marchează finalizarea construcției bisericii, care are un aspect ce amintește de o catedrală.
În 1876 este inaugurată gara din Machecoul de către Henri Le Loup de La Biliais, deputat-primar al orașului.
Între 1880 și 1885 are loc demolarea vechii clădiri Cohue, care data din anul 1095. Clădirea, cu o vechime de 800 de ani, avea stâlpi de lemn foarte degradați. Se povestește că într-o seară, un bețiv notoriu al orașului, pe nume Baron, agățându-se de unul dintre stâlpi, a făcut ca întreaga structură să se prăbușească! Primarul Henri Le Loup de La Biliais a ordonat apoi construirea actualei Piețe (Halles), pe locul unde se înălțase Cohue.
Machecoul începe în sfârșit să dezvolte o activitate economică în creștere: înființarea unui cuptor de var (1850), deschiderea de magazine, organizarea de târguri și piețe, etc. La sfârșitul secolului al XIX-lea, Machecoul va fi dotat cu o gară (1876), un hipodrom (1885), o distilerie (1886), numeroase mori și o moară industrială.

### Machecoul în secolul al XX-lea
Sosirea căii ferate orientează Machecoul spre industrie: fabrică de produse lactate, fabrică de unt, moară industrială, uzină de biciclete, construcții metalice etc.. Comerțurile și serviciile prosperă: în 1927, Machecoul număra 63 de cafenele.
Primul sfert al secolului al XX-lea este marcat de începutul lucrărilor de electrificare. Însă, la o distanță de douăzeci de ani, cele două războaie mondiale vor încetini dezvoltarea comunei și vor răpi unii dintre fiii săi.
În timpul Primului Război Mondial, orașul pierde 140 de locuitori, care au murit pentru Franța în tranșee.
În timpul celui de-Al Doilea Război Mondial, germanii ocupă foarte rapid comuna, în jurul datei de 2 iulie 1940. Aceștia instalează Kommandatura într-o casă de caracter de pe strada Alexandre Riou, iar soldații se repartizează în principal la Champ de Courses, în clădirile Patronatului de pe strada Pasteur și în satul Saint-Lazare.
Atitudinea germanilor rămâne în general corectă (plătesc ceea ce cumpără, participă la slujba parohială și oferă mici cadouri copiilor), dar aplică strict interdicția de circulație pe timp de noapte, impun baraje de control și instalează echipamente de bruiaj al undelor radio. Drapelele cu svastică flutură pe atunci deasupra bisericii, castelului familiei Allard de Grandmaison și primăriei. Spitalul din Machecoul devine spital militar.
Populația din Machecoul se dublează, deoarece sunt la fel de mulți germani cât locuitori. Soldații sunt cazați atât la locuitori, cât și în hoteluri (în special generalii, la Hôtel de La Croix Verte și la castelul L'Hermitière). Ziarele nu mai apar, iar radioul (TSF) este bruiat. De multe ori, lipsesc toate cele necesare: lumină, încălzire, zahăr, cafea, tutun etc..
La fiecare capăt al străzilor, germanii instalează baraje, în special pe strada principală, în fața gării și a Kommandaturii. Locuitorii din Machecoul se tem de germani, care le cer actele de identitate când merg la slujba de duminică, își ascund mașinile și bicicletele pentru a evita confiscarea lor.
Germanii stabilesc un regulament de interdicție de circulație pe timp de noapte, iar un grup de gardieni patrulează pe străzi, interogând persoanele găsite după ora stabilită. Cei care nu răspund somațiilor sunt împușcați (un tânăr din Machecoul a fost victimă pe strada Alexandre Riou).
În timpul ocupației din Machecoul, patru soldați germani au fost uciși, inclusiv în urma unei povești legate de furtul unor biciclete.
La eliberare, un batalion FFI, Batalionul Marcel, sosește din Bretania, după plecarea germanilor. Alte unități FFI vin și din Vienne. Spre deosebire de germani, FFI nu se comportă la fel de respectuos cu femeile: le tund părul în semn de umilire, organizează focuri de tabără și alte acte de represalii simbolice.
Începând cu anii 1950, Machecoul își reia în sfârșit dezvoltarea și se modernizează. Numărul populației, care stagnase în jur de 3.500 de locuitori timp de decenii, începe să crească treptat: ajunge la 4.500 de locuitori în 1975, 5.000 în 1982, 5.500 în 2000, 5.700 în 2006 și depășește în cele din urmă pragul de 6.000 de locuitori astăzi, datorită baby-boom-ului din anii 1950 și sosirii recente a noilor veniți din diverse părți ale Franței. În perioada 1957-1959, unii locuitori din Machecoul au plecat să lupte în Războiul din Algeria, unde unii și-au pierdut viața.
Noi cartiere apar, având străzi cu nume de flori și păsări, comerțurile se dezvoltă și se modernizează, iar școlile și colegiile sunt construite. Industrializarea și comerțul se extind: uzina de biciclete Gitane prosperă, iar în anii 1980 se deschide un hipermarket în cartierul Prises.
Activitățile sociale și culturale înfloresc: cinema, teatru, spectacole la castel (Les Mystères de Gilles de Retz), bibliotecă municipală, cyber-centru, piscină, camping, iaz, sporturi, târguri, expoziții, piețe săptămânale în fiecare miercuri etc. Educația joacă un rol important în viața comunei, care găzduiește numeroase școli, colegii și licee.

### Machecoul astăzi

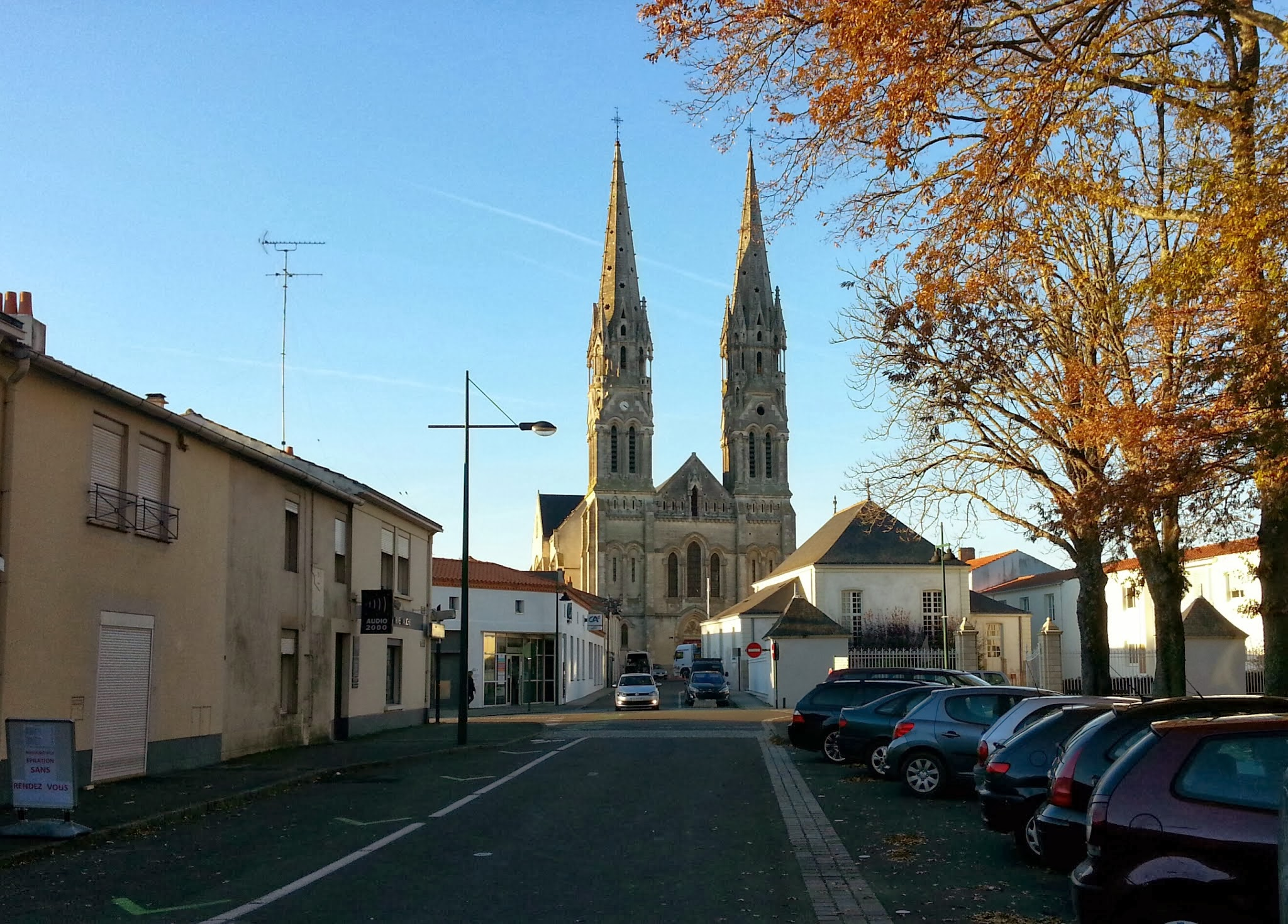
Pe strada France-Libre, la Machecoul, cu Auditoire-ul (în dreapta) în fața bisericii din fundal.

Începând cu anii 1990, consiliul municipal, condus de primarul Alain de La Garanderie, a inițiat numeroase lucrări de renovare în oraș, aducându-i astfel un suflu nou: centrul orașului, străzile, piețele, căile de acces, reabilitarea și restaurarea abației Notre-Dame de la Chaume, a cuptorului de var, a sălii de teatru etc., iar recent a cinematografului. Fațadele exterioare ale bisericii Saint-Honoré sunt, de câteva luni, în proces de curățare, recăpătând treptat un aspect reînnoit.
Machecoul este gazda multor evenimente sportive, inclusiv bi-cross, ciclism și fotbal. Unul dintre evenimentele notabile este Grand Prix Cycliste de Machecoul, o cursă de ciclism desfășurată în luna septembrie în jurul orașului Machecoul, în departamentul Loire-Atlantique. Aceasta făcea parte din calendarul național al Federației Franceze de Ciclism. În 2016, cursa a fost anulată pentru prima dată în istoria sa din cauza problemelor organizatorice și nu a mai fost reluată de atunci.
Machecoul, reședință de canton care reunește comunele Saint-Même-le-Tenu, La Marne, Paulx, Saint-Mars-de-Coutais și Saint-Étienne-de-Mer-Morte, devine sediul comunității de comune ce grupează localitățile menționate anterior, la care se adaugă Fresnay-en-Retz și, din 2004, Bourgneuf-en-Retz.
Orașul se deschide către exterior și către alte țări prin înfrățirea cu trei mici orașe europene: în 1973 cu Ühlingen-Birkendorf, un oraș din Germania situat în landul Baden-Württemberg; în 1988 cu Shifnal, un oraș din Regatul Unit, în comitatul Shropshire, regiunea West Midlands; și în 2008 cu Valea Drăganului, un oraș din România (județul Cluj, în Transilvania), pe care orașul Machecoul îl susținea deja încă din 1989.
La 22 octombrie 2015, după mai multe luni de lucru, comunele Machecoul și Saint-Même-le-Tenu decid să se reunească într-o comună nouă, denumită Machecoul-Saint-Même. Această fuziune permite compensarea reducerii alocațiilor globale de funcționare prevăzute de stat în anii următori. Crearea noii comune devine efectivă la 1 ianuarie 2016, transformând cele două comune anterioare în „comune delegate” ale noii entități, decizie consfințită printr-un ordin prefectural din 27 noiembrie 2015fr  Ordin prefectoral din 23 noiembrie 2015 privind înființarea comunei noi Machecoul-Saint-Même  (accesat la 20/11/2024).

## Cultura și patrimoniul local

### Monumente și curiozități
- Phare à Bois (epoca galo-romană), numit și Moulin à Poivre. Este, probabil, o turelă de piatră în care se aprindea un foc (cu lemne, de unde și numele său), ale cărui flăcări ghidau navele care se apropiau de țărm[16]. Sau poate o mică moară de vânt, de concepție originală și antică?
- Sarcophagele monolitice merovingiene (secolul al VIII-lea)[16].
- Mai multe mori vechi[16].
- Podul de Cahouët (aproximativ din secolul al XI-lea), numit în mod eronat „Podul Roman” (nu datează din epoca romană). Este un mic pod situat peste râul Falleron[6].
- Castelul din Machecoul (secolul al XIII-lea), cunoscut sub numele de „Castelul lui Gilles de Retz” sau „Castelul lui Barbă albastră”. Acest castel a înlocuit o construcție primitivă ridicată la sfârșitul secolului al XI-lea, pe malul râului Le Falleron[6], de către seniorii de Retz din familia Chabot[14]. Castelul este în prezent o proprietate privată, fiind disponibil pentru vizite ghidate exterioare. A fost clasat ca monument istoric în anul 2004.
- Conacul La Verrerie (secolul al XVI-lea).
- Hôtel Réal des Perrières (secolul al XVIII-lea), un hôtel particular situat la numărul 17 pe strada Alexandre-Riou. Este o proprietate privată cu grădină, clasată ca monument istoric în anul 1992[24].
- Casa Economiei (secolul al XVIII-lea), fost hotel cu balcoane remarcabile. Conform tradiției, a fost sediul prévôté-ului (instanța locală). În interior se păstrează încă elemente de tâmplărie și panouri decorative[16]. De-a lungul timpului, clădirea a găzduit, printre altele, și biroul ANPE (Agenția Națională pentru Ocuparea Forței de Muncă) din Machecoul.
- Auditoire (secolul al XVIII-lea). Fost tribunal, sala principală (partea centrală), construită în 1755, a servit drept loc pentru ședințele seniorilor din Machecoul și La Bénate. În prezent, clădirea este utilizată pentru reuniuni, primiri oficiale, expoziții și diverse evenimente comunitare, iar căsătoriile civile sunt celebrate aici.

Din 1999, în holul de intrare sunt expuse panouri murale care listează locuitorii din Machecoul căzuți pentru Franța în timpul celor două Războaie Mondiale și al Războiului din Algeria. În grădină, Monumentul Recunoștinței (o flacără din granit) îi omagiază, fiind locul unde, anual, au loc ceremonii de comemorare. Grilajele care împrejmuiesc grădina provin de la Petit Trianon al castelului Versailles.
- Turnurile Pătrate (aproximativ din secolul al XVIII-lea).
- Casa Rousteau (secolele XVIII–XIX), situată pe strada Alexandre-Riou[16].
- Castelul Treil (secolul al XIX-lea), construit de farmacistul François Dorvault, creatorul Codexului și originar din Saint-Étienne-de-Montluc[16].
- Fântâna cimitirului (secolul al XIX-lea).
- Ferma Tendes, o proprietate agricolă de 30 de hectare, dintre care 10 hectare de pajiști și mlaștini, a aparținut familiei Écomard de Sainte-Pazanne încă din secolul al XIX-lea. Aceasta a fost vândută la mijlocul anilor 1970 lui Pascal Beillevert, fermierul familiei.
- Cuptorul de Var (1857). Situat pe Île Saint-Michel, o zonă bogată în calcar, Cuptorul de Var a fost exploatat până în 1925. În prezent, aparține comunei, care l-a restaurat în anul 2001.
- Gara din Machecoul (1876[14]). Este deservită de trenurile TER Pays de la Loire, care circulă pe ruta Nantes – Saint-Gilles-Croix-de-Vie.
- Halele (1885). Construite în timpul lui Henri Le Loup de La Biliais, primar al epocii, după prăbușirea vechii Cohue, un loc rezervat negustorilor încă din 1095. Pe un teren destinat acestora, se construise o mare hală din lemn, cu două ape acoperite cu țiglă, care fusese numită Cohue. Cohue era atunci o clădire acoperită cu țiglă, ridicată pe stâlpi sau piloni din stejar, compusă din cinci rânduri, dintre care rândul central, marele rând, era locul unde se aflau brutarii într-un capăt și negustorii de stofe și de pânză în celălalt. Deasupra spațiului ocupat de brutari, se găsea sala de audiență a orașului, unde se întâlneau échevins (consilierii). În celelalte rânduri se aflau, pe bănci desemnate, măcelarii, mercerii, negustorii de cereale, olarii, fierarii, negustorii de pește, păsări și alții, tăbăcarii, pielarii etc[14].

Într-un act testamentar din 1235, Doamna Béatrice de Machecoul (circa 1185-1235) și soțul ei Guillaume de Mauléon (circa 1150-1214), senior de Talmont, au donat Cohue abației Notre-Dame des Fontenelles din Saint-André-d’Ornay, pe care o fondaseră în 1210. În 1280, abatele și călugării acestei abații au cedat Cohue lui Gérard II Chabot (1245-1298), senior de Machecoul. Clădirea a găzduit piața săptămânală și cinci târguri anuale începând cu secolul al XVII-lea. Cohue a rezistat aproape 800 de ani, traversând Evul Mediu, Renașterea, Revoluția și Epoca modernă timpurie, până în 1876.
Clădirea avea atunci stâlpi de lemn extrem de uzați: se spune că într-o seară, un cunoscut bețiv al orașului, un anume Baron, sprijinindu-se de unul dintre stâlpi, a cauzat prăbușirea întregii structuri. Astfel, între 1882 și 1885, a avut loc demolarea finală a edificiului, care data din 1095. Marchizul de La Biliais, deputat-primar, a ordonat construcția actualelor Hale, pe locul unde fusese Cohue. Construite după modelul Baltard al Halelor din Paris (cu o structură din metal și sticlă – ulterior cupola de sticlă a fost îndepărtată), Halelele au fost extinse în 1889 de către Ateliers et Chantiers de la Loire.
- Hipodromul des Chaumes, sau Champ de Course (1885). În 1885, Henri de La Biliais, primar al comunei între 1871 și 1907, a înființat Societatea de Curse, hotărând ca cursele hipice să aibă loc pe un teren de 5 hectare care îi aparținea. Primele tribune au fost instalate în 1913. În 1918, primarul din acea perioadă, Augustin Dutertre de La Coudre, i-a succedat în funcția de președinte, pe care a ocupat-o timp de 35 de ani. În 1933, tribunele au fost extinse, iar în 1935, acesta a obținut organizarea unei a doua curse anuale. În 1941, numărul curselor a crescut la patru. În timpul războiului, germanii au ocupat zona, construind boxe, un refectoriu și dormitoare. În 1953, Jean de Grandmaison, primar și deputat, a devenit al treilea președinte al unei asociații care fusese condusă de doar doi președinți în decurs de 68 de ani. În anii 1970, Jean de Grandmaison a creat centrul de antrenament, care găzduia aproximativ o sută de cai. Jean-Luc de Grandmaison i-a succedat tatălui său în 1970. În 1972, hipodromului i-a fost atribuită o a cincea zi de curse. În 1973, societatea locală și societatea de curse din Bouguenais au fuzionat, ceea ce a permis hipodromului din Machecoul să obțină încă două zile de curse. Din martie 2007, numărul acestora a crescut la opt. Din 1997, Marie-Renée Bordron conduce societatea de curse. Clasat în prima categorie pentru trotting și în categoria a doua A pentru galop și obstacole, hipodromul din Machecoul se întinde astăzi pe 26 de hectare și găzduiește o cursă PMU. Cu un angajat și aproximativ 70 de voluntari, comitetul are ambiții mari, mai ales aceea de a organiza o reuniune PMU[26].
- Distileria Seguin (1886), Boulevard Saint-Rémy. Fondată de casa Émile Rémy-Martin, filială a companiei Rémy-Martin din Cognac, sub numele de Distileria Saint-Rémy, aceasta a devenit Distileria Seguin & Cie. în 1962. Se întindea pe o suprafață de 21.000 m². Instituția a produs rachiu, în special Fine Bretagne Seguin. Inițial specializată în distilare, compania s-a orientat ulterior către comerț. Și-a schimbat obiectul de activitate din distilerie în bonificator de rachiu, adică producător de produse finite îmbuteliate, destinate vânzării și exportului în 110 țări. Compania, acum dispărută, a lăsat în urmă clădiri cu diverse stiluri, situate aproape de gară[27].
- Moara (secolele XIX-XX), Rue du Bourg-Mignon, astăzi transformată în locuințe[16].
- Locul La Rabine. Teren cedat de marchizul Alexandre de Brie-Serrant, ultimul duce de Retz, pentru a fi transformat într-un loc de promenadă pentru locuitorii din Machecoul[14]. Astăzi, terenul găzduiește un complex sportiv (stadion, sală de baschet, teren de rugby etc.), o piscină, un camping și o sală polivalentă, L'Hexagone. De asemenea, aici au loc spectacole de circ, serbările școlare, evenimentele pentru Téléthon și focul de artificii anual de pe 14 iulie.
- Monumentul Eroilor (1919), situat în cimitir, listează numele locuitorilor din Machecoul căzuți pentru Franța în timpul Primului Război Mondial. De atunci, au fost adăugate plăci comemorative pentru cei căzuți în timpul celui de-al Doilea Război Mondial și al Războiului din Algeria. În fața monumentului se află mormintele eroilor căzuți pentru Franța, ale căror rămășițe au putut fi repatriate la Machecoul[17].
- Fresca istorică[14] (1946) a lui Armand Pavageau (1922-1984), un ansamblu de tablouri care prezintă 27 de scene ce redau marile evenimente istorice ale orașului Machecoul. Timp de două luni, Armand Pavageau a pregătit, într-o sală de clasă a colegiului Saint-Joseph, schițele frescei sale viitoare pe hârtie kraft. Ulterior, a realizat contururile subiectelor folosind șabloane, pentru ca apoi să picteze personajele și motivele cu pensula și un trafalet mic. Un zidar l-a asistat pentru a fixa lucrarea cu var [17].

Fresca conține unele inexactități și erori grosolane în date și interpretări istorice, dar oferă celor interesați un rezumat vizual extraordinar și splendid al istoriei orașului Machecoul. Anterior amplasată în sala fostului cinematograf Saint-Honoré, fresca este acum expusă în Hall des Fresques, holul de intrare al noului cinematograf renovat în 2008, Cinémachecoul.
- Ecluzele de la Port la Roche (începutul secolului XX), situate în mlaștini.
- Espace de Retz (1986). Fostă Bursă a Comerțului, clădirea este o sală polivalentă destinată petrecerilor și evenimentelor comunale și include o sală de teatru, sala Simone Berriau.
- Champ de Foire, veche piață unde se vindeau boi la târgul de animale. Ulterior, Champ de Foire a fost folosit pentru organizarea de târguri, expoziții, spectacole de circ și diverse evenimente[17], precum și ca loc de parcare pentru autobuzele școlare ale colegiului-liceu Saint-Joseph din apropiere. Astăzi, a fost transformat într-o parcare pentru Espace de Retz din vecinătate.
- Zonele de agrement, relaxare și picnic: Parcul Europei, cunoscut anterior ca Parc des Platanes; Petit Pré; Grand Étang, un iaz reamenajat, loc de relaxare, traseu sportiv și plajă; Les Redoux.
- Cursurile de apă Falleron[6] și Tenu[7] traversează comuna.
- Marais breton (mlaștina bretonă).
- Pădurea din Machecoul, situată în nord-estul teritoriului comunei, domeniu privat accesibil pe traseele pedestre.
- Grădinile lui Yves (pepiniere). O grădină caracterizată de o atmosferă de liniște și serenitate, remarcabilă prin prezența excepțională a plantelor sculptate. Grădina este presărată cu mici decorațiuni peisagistice demne de o scenă de teatru.
- Fromageria Beillevaire, care poate fi vizitată: în inima companiei, prin intermediul unei săli panoramice, se poate observa cum sunt perpetuate gesturile și măiestria meșteșugului laptelui.

### Monumente religioase
- Fostul priorat Saint-Martin, situat în Bourg Saint-Martin[16].
- Fostul priorat Saint-Michel-en-l'Isle[16].
- Fosta biserică Sainte-Croix[16].
- Abatia Notre-Dame de la Chaume (secolul al XI-lea). Astăzi foarte ruinată, din ea mai rămân doar porumbarul și fundațiile zidurilor incintei, care înconjurau abația. O politică de renovare și reabilitare a sitului este în prezent în desfășurare.

- Capela Sainte-Marie-Madeleine din Quinquenevent (secolul al XII-lea)

Situată pe un mic platou calcaros al fostului golf Machecoul, această capelă reprezintă un fost priorat fondat în secolul al XII-lea de abația Saint-Vincent de Nieul-sur-l'Autise. Capela este un exemplu de arhitectură romanică, având o navă unică și o absidă în formă de semicerc. În secolul al XVIII-lea, ea a beneficiat de lucrări de reparație. Capela prezintă un interes arheologic deosebit, datorită existenței unei cripte boltite.
- Rolul monahilor augustini

Capela a fost construită de călugării augustini, care au inițiat și au participat la eforturile de desecare a mlaștinilor, adesea invadate de maree. Pentru acest scop, ei au construit primele diguri (cum ar fi „chaussée de Quinquenavent”) și ecluze. Amplasarea capelei într-o zonă de mlaștini era logică în contextul medieval, când agricultura (prin cucerirea de noi teritorii) și producția de sare erau în plină expansiune.
- Istorie și arhitectură
  - Coroana și cripta: datează din secolul al XII-lea.
  - Nava cu o singură travee: a fost construită în secolul al XIII-lea.
  - Coroana: are o absidă circulară, flancată de contraforți plați, și două rânduri de ferestruici înguste. Rândul inferior, situat aproape de sol, luminează cripta.

În secolul al XVI-lea, revendicările asupra teritoriului și veniturilor i-au determinat pe călugări să părăsească mlaștinile. Capela este astăzi o proprietate privată, iar în 1997 a fost clasată monument istoric.
- Fostul convent al călugărilor capucini (secolul al XVII-lea)[16].
- Prioratul ospiciului Saint-Nicolas (1780)[16].
- Crucea oratoriului Saint-Benoît, din fier forjat (secolul al XVIII-lea)[16].
- Crucea Piraud, cruce monolitică, situată pe bulevardul Moulins[16].
- Capela Calvarului (1830), situată pe strada Alexandre Riou, în fostul convent al călugărițelor calvairiene (circa 1668)[16][11].
- Biserica Sainte-Trinité-et-de-Saint-Honoré (1881)

În interiorul bisericii se află:
- Un fost baptisteriu provenit din capela castelului din Machecoul.
- O grindă sculptată (sablière) datând din perioada secolelor XIII – XV.
- Deasupra altarului este suspendată o pictură intitulată Cei Trei Îngeri la masa lui Avraam, o reproducere a unei icoane rusești, Icoana Sfintei Treimi (1408), realizată de Andrei Rubliov.

În prezent, biserica se află în proces de curățare și restaurare a fațadelor exterioare, redobândind treptat un aspect proaspăt și renovat.
- Fosta capelă a Dons (numită și capela Dindon)[16].
- Fosta capelă Hucheloup[16].
- Fostul priorat Saint-Denis, situat pe un mic platou stâncos în mlaștină, din care a mai rămas doar fântâna[16].

### Personalități
- Gilles de Rais (circa 1405-1440), baron de Retz și senior de Machecoul, a fost mareșal al Franței și camarad de arme al Ioanei d’Arc. El a locuit în castelul din Machecoul.
- Jean-François Paul de Gondi (1613-1679), cunoscut sub numele de cardinal de Retz, a fost cardinal-preot, arhiepiscop coadjutor al Parisului și ulterior arhiepiscop de Paris. De asemenea, a fost abate comanditar al abației Notre-Dame de la Chaume din Machecoul.
- Mickaël Landreau (1979), fotbalist profesionist (portar la FC Nantes, PSG, Lille OSC, SC Bastia și în echipa națională a Franței), s-a născut la Machecoul.